# أوغو كابيه
أوغو كابيه أو يسمى هيو كابيت 941 - 24 أكتوبر 996 أول ملوك فرنسا من سلاله كابتيون وإليه تنسب والتي حكمت فرنسا من عام 987 حتى الإطاحة بالملك لويس فيليب الأول وقيام الجمهورية الفرنسية الثانية عام 1848 . كان منصب ملك فرنسا في ذلك الزمن عملاً عاقاً، لأنه كان يعني أنه السيد المطلق على عدد من البقاع الفسيحة التي كان ملوكها مستقلين تماماً، وعدائيين، ولاسيما مقاطعات النورماندي وآكيتين وبورغوني (منطقة فرنسية) واللورين .
هو ابن هيو العظيم (دوق فرانكس .وكونت باريس) , وعائلته من ملاك الأراضي الكبار في منطقة إيل دو فرانس والدته هي هيدويغ إبنه ملك ألمانيا هنري الصياد . في عام 956 توفي والده حيث ورث العقارات وأصبح واحدا من اقوى النبلاء في مملكة الفرنجه الغربية حيث عملت والدته على رعايه املاكه نظرا لصغر سنه .
انتخب ليخلف الكارلونجي لويس الخامس عند وفاته عام 987 .